# Локота Іван Прокопович
Іван Прокопович Локота (3 червня 1884, Великий Бичків — 20 листопада 1942, Ош, Киргизстан) — учасник революційного руху на Закарпатській Україні.

## Біографія
Народився 3 червня 1884 року в селі Великому Бичкові (тепер Рахівського району Закарпатської області) в робітничій сім'ї. Під час Першої світової війни мобілізований в австро-угорську армію, здався в російський полон. У 1918 році повернувся на Закарпаття. Член Комуністичної партії Чехословаччини з 1921 року. Один із засновників комуністичних організацій на Закарпатській Україні. В 1923 році — секретар Іршавського окружкому КПЧ. У 1924–1938 роках — член Закарпатського крайового комітету КПЧ. У 1929 році обраний членом ЦК КПЧ. З 1929 року був депутатом парламенту Чехословаччини. У 1932–1937 був в ув'язненні. З 1940 року жив в СРСР. Помер 20 листопада 1942 року.

## Вулиці імені Локоти
- с. Майдан